# 新砂あゆみ公園

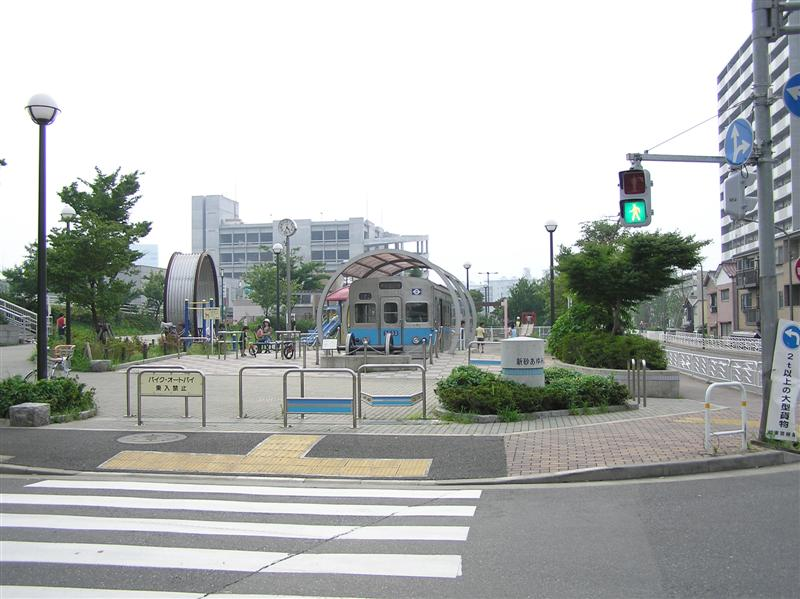
現在は解体された新砂あゆみ公園の5000系保存車。
保存状態は良くなく、2006年（平成18年）時点では前面非常口窓に桟が入り、前面窓は金属押さえとされていた。

江東区立新砂あゆみ公園（こうとうくりつしんすなあゆみこうえん）は、東京都江東区新砂三丁目3番6号にある江東区立の公園。東京メトロ東西線南砂町駅東口前にある。

## 概要
開園は2002年（平成14年）4月1日。地下に東西線および砂町水再生センターへ通じる巨大暗渠（下水道）が存在しているため、それらに関連した遊具やモニュメントが設置されていることが特徴である。

## 地下鉄に関連する遊具、モニュメント
園内に東西線5000系電車5833号車が、カットされ保存されていたが、車両の床板は外され、座席は木製ベンチ、車両のナンバープレートや営団地下鉄のエンブレムである「Sマーク」は模造品だった。東西線は公園のすぐ先で地上に出るため、車内に入ると直下を走る東西線列車の振動が聞かれた。
その他に、車輪の実物や、公園の地下を通る砂町水再生センターへ通じる巨大下水管の輪、駅名板に似せた公園の看板、東西線05系電車の形をしたジャングルジムがあった。なお、簡単な運転台のような物も作られていたが実車とは異なり2ハンドル。また、乗って動かす遊具もあった。公園入り口の柵は05系の前面の一部がデザインされている物もあった。これらの05系をデザインした物は、当時最新だった8-10次車タイプの物。
南砂町駅改良工事に伴い、2013年9月5日に公園の一部が閉鎖されたため、公園内の遊具、モニュメントは撤去された。

## 駐輪場
一角に平置きおよび機械式ラック式の自転車駐輪場が存在する。南砂町駅の利用者を想定して有料となっているが、公園利用者のために3時間までは無料となっている。